# 内丘县
内丘县是河北省邢台市下辖的一个县。县人民政府驻内丘镇。西邻山西省晋中市昔阳县，东连隆尧县、任县，南近邢台县，北邻临城县、石家庄市赞皇县。县内河流均为子牙河支流。縣人民政府駐內丘鎮。

## 历史
西汉置中丘县，“县西北有蓬山，丘在其间，故名中丘”，在汉高祖时属赵国邯郸郡，后分赵国另置常山国，中丘县属之，国除后，为常山郡。。晋太康六年（285年），升为中丘郡，汉赵时期改为赵安县，魏孝文帝重立中丘县，属殷州南赵郡。隋开皇元年（581年）为避隋文帝父杨忠讳，改名内丘，属赵州，大业二年改隶邢州，开皇十六年改属滦州。唐属邢州，北宋宣和元年（1119年）六月，因宋英宗即位前曾封钜鹿郡公（封地邢州），升邢州为信德府，内丘县隶之。金复邢州。元升邢州为顺德府，内丘县仍隶之。明因之。清雍正四年（1726年）因尊孔子讳，曾一度改为内邱县。

## 人口
根據第七次全國人口普查數據，截至2020年11月1日零時，內丘縣入住人口258260人，佔全市人口3.63％。全縣常住人口中，男性人口占比49.41%；女性人口占比50.59%。年齡構成方面，0—14歲人口占比23.60%，15—59歲人佔比57.06%，60歲及以上人口占比19.35%，65歲及以上人口占比13.15%。

## 行政区划
内丘县下辖5个镇、4个乡：
内丘镇、大孟村镇、金店镇、官庄镇、柳林镇、五郭店乡、南赛乡、獐獏乡和侯家庄乡。